# Stéphane Mallarmé
Étienne Mallarmé (AFI: /eˈtjɛn malaʁˈme/), detto Stéphane (Parigi, 18 marzo 1842 – Valvins, 9 settembre 1898) è stato un poeta, scrittore e drammaturgo francese.

## Biografia
Nasce con il nome di Étienne Mallarmé (solo successivamente sarà noto come Stéphane Mallarmé) da Numa Mallarmé e Élisabeth Desmolins. Perde la madre nel 1847 e viene affidato ai nonni. Messo in collegio dal 1852, si dimostrerà essere un allievo mediocre, e gli sarà vietata l'iscrizione dal 1855. Convittore al liceo di Sens, verrà profondamente segnato dalla morte della sorella Maria nel 1857. In questa stessa epoca, comporrà i suoi primi poemi adolescenziali, raccolti in Entre quatre murs (Tra quattro mura), testi ancora fortemente ispirati da Victor Hugo, Théodore de Banville o ancora Théophile Gautier. La scoperta de I fiori del male di Charles Baudelaire nel 1860 sarà per lui importante e influenzerà le sue prime opere adulte. Quello stesso anno, entra nella vita attiva divenendo studente fuori corso a Sens, "primo passo nell'abbrutimento", a suo avviso. Nel 1862, alcuni suoi poemi appariranno in diverse riviste. Conosce una giovane governante tedesca a Sens, e lascerà il suo lavoro per stabilirsi a Londra con lei, con l'intenzione di divenire professore d'inglese.
Riformato al servizio di leva nel 1863, sposa Maria a Londra e ottiene in settembre l'abilitazione all'insegnamento dell'inglese. Sempre in settembre, viene nominato titolare di cattedra al liceo di Tournon, dove si sente in esilio. Non smette in questo periodo di comporre i suoi poemi, come Les fleurs, Angoisse, «Las d'un amer repos...(stanco di un amaro riposo)» . Durante l'estate del 1864, incontra a Avignone i félibres, poeti di lingua provenzale: Théodore Aubanel, Joseph Roumanille e Frédéric Mistral, con cui manterrà una corrispondenza. Nello stesso anno compone L'Azur che ha come motivo la ricerca del bello. La figlia Geneviève nascerà a Tournon in questo periodo.

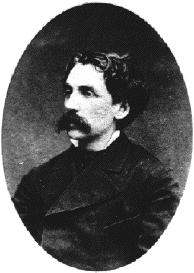
Mallarmé da giovane.

L'anno successivo comporrà Il pomeriggio di un fauno (L'après-midi d'un faune), che spererà di veder rappresentato al Teatro Francese, ma che gli verrà rifiutato. Si crea delle amicizie nell'ambiente letterario parigino, particolarmente con Leconte de Lisle e José-Maria de Heredia.

### La svolta
Il 1866 segnerà una svolta nella vita di Mallarmé, a partire da un soggiorno a Cannes presso l'amico Eugène Lefébure e sarà un periodo di dubbio assoluto e di silenzio poetico che durerà fino al 1869. Nominato professore a Besançon, inizierà a novembre una corrispondenza con Paul Verlaine. Nel 1867, assunto ad Avignone, comincerà la pubblicazione dei suoi poemi in prosa, e in seguito soggiornerà a Maillane presso l'amico Mistral. Inizierà a scrivere, nel 1869, Igitur, racconto poetico e filosofico, destinato a rimanere incompiuto, ma che segna la fine del suo periodo d'impotenza poetica iniziato nel 1866.
Nel 1870 sceglierà l'aspettativa dall'insegnamento e gioirà per l'instaurazione della repubblica in settembre. L'anno successivo nasce il figlio Anatole e, dopo la nomina a Parigi, vi si trasferiscono, in rue de Moscou. Qui incontra un giovane poeta, Arthur Rimbaud, e il pittore Édouard Manet, che sosterrà al momento del rifiuto delle opere di quest'ultimo al Salone del 1874 e che gli presenterà Zola.
Mallarmé pubblica la rivista La dernière mode di cui verranno stampati otto numeri e di cui sarà l'unico redattore. Nuovo rifiuto nel luglio 1875 alla pubblicazione della sua nuova versione di Il pomeriggio di un fauno, che comunque verrà dato alle stampe l'anno seguente, illustrato da Manet. Scrive la prefazione alla riedizione di Vathek di William Beckford. Dal 1877, le riunioni del martedì verranno organizzate a casa di Mallarmé. Incontrerà Victor Hugo nel 1878 e pubblicherà nel 1879 un'opera sulla mitologia Les dieux antiques. Questo anno sarà anche tragicamente segnato dalla morte del figlio. Nel 1880, malato, soggiornerà a Valvins, nei pressi di Fontainebleau.

### Ultimi anni
Nel 1883, Paul Verlaine darà alle stampe il terzo articolo dei poeti maledetti dedicato a Mallarmé, opera che apparirà poi nel 1884, come il libro di Joris Karl Huysmans, A rebours, il cui personaggio principale, Des Esseintes, destina una viva ammirazione ai poemi di Mallarmé: queste due opere contribuiranno alla notorietà del poeta.
Due sue importanti opere verranno pubblicate nei due anni successivi: L'explication orphique de la Terre e M'introduire dans ton histoire, il suo primo poema senza punteggiatura. Tradurrà e pubblicherà, poi, alcuni poemi di Edgar Allan Poe.
Otterrà una riduzione del suo orario di lavoro a causa di gravi problemi di salute. Gli saranno presentati Oscar Wilde e Paul Valéry, che diverrà ospite frequente ai "martedì". Nel 1892, alla morte del fratello di Manet, sarà nominato tutore della di lui figlia, intensificando ancor più in questo modo i contatti con la vedova, pittrice lei stessa, Berthe Morisot (che era stata allieva e modella del pittore). In questo stesso periodo, Claude Debussy inizierà a comporre il Prélude à l'après-midi d'un faune, che presenterà nel 1894.
Il poeta otterrà d'esser pensionato dall'insegnamento nel novembre 1893, e l'anno seguente terrà delle conferenze letterarie a Cambridge e Oxford. L'8 gennaio 1896 assisterà al funerale di Paul Verlaine, a cui succederà come Prince des poètes.
Nel 1898 si schiererà al fianco di Zola al momento della pubblicazione, nel giornale L'Aurore, del celebre J'accuse in favore del capitano Alfred Dreyfus nell'ambito dell'omonimo affare.
L'8 settembre 1898, rischierà di soffocare e, come testamento artistico, raccomanderà con una lettera alla moglie e alla figlia di distruggere tutti i suoi scritti, in quanto «non esiste eredità letteraria…».
Morirà l'indomani: fortunatamente le due donne non vollero (o non ebbero il tempo di) esaudire la sua ultima richiesta.

## Analisi critica
Fu autore di un corpus alquanto ristretto di opere in versi e in prosa, attraverso le quali ha nondimeno rivoluzionato il linguaggio poetico moderno. Ciò grazie a uno stile innovativo, denso ed ermetico, in cui la parola poetica si carica di forti istanze evocative e conoscitive. Lavorò come insegnante di inglese e trascorse buona parte della vita in modeste condizioni economiche, pur essendo riconosciuto col tempo come il Maestro del Simbolismo francese, al punto che vari scrittori quali Huysmans, Villiers, Laforgue, Valéry o il giovane Gide gli tributarono un'ammirazione che spesso sfociò nell'omaggio o nel plagio.
Si ricorda in proposito il suo piccolo salotto della rue de Rome, dove si svolgevano, il martedì, regolari incontri con amici poeti e artisti per discutere di poesia, pittura, musica e filosofia.
Le sue prime poesie (1862-1865) risentono del modello rappresentato dall'opera di Charles Baudelaire: si trova infatti in esse il tema dell'opposizione tra la contingenza, ovvero la vita materiale (quel disgusto del quotidiano che Baudelaire chiamava "spleen"), e l'«ideale», rappresentato dalla Bellezza, e in particolare dall'Opera d'arte. Il suo stile fine secolo, d'altro canto, anticipava molte delle fusioni tra poesia e altre arti che stavano per sbocciare nelle scuole dadaiste, surrealiste e futuriste, dove si esploravano le tensioni tra le parole stesse e il modo in cui esse erano esposte sulla pagina.
Ma, mentre molti di questi lavori, a lui posteriori, riguardavano principalmente la forma, le opere di Mallarmé erano più generalmente interessate all'interazione tra stile e contenuto. Questo è particolarmente evidente nel suo altamente innovativo poema Un coup de dés jamais n'abolira le hasard ("Un colpo di dadi mai abolirà il caso") del 1897, il suo ultimo lavoro importante.

## Interpretazioni
Alcuni considerano Mallarmé uno dei poeti francesi più difficili da tradurre. Ci si riferisce spesso all'implicita ambiguità di molte tra le sue opere, ma questo argomento è davvero troppo semplicistico. A una più accurata lettura nell'originale lingua francese, risulta chiaro che l'importanza delle relazioni sonore tra le parole in poesia eguaglia, se non sorpassa, l'importanza dei significati tradizionali delle parole stesse.
Ciò genera nuovi significati nel testo parlato che non sono evidenti alla sola lettura "concettuale". È questo l'aspetto del componimento che è impossibile rendere con la traduzione (in special modo se si tenta una fedeltà più letterale anche verso le parole), dato che sgorga dalle ambiguità inestricabilmente legate alla fonologia della lingua francese parlata. Si può anche dire che è questo aspetto di "puro suono" della sua poesia ad aver portato fino alle sue ispirate composizioni musicali, e al diretto paragone con la musica.

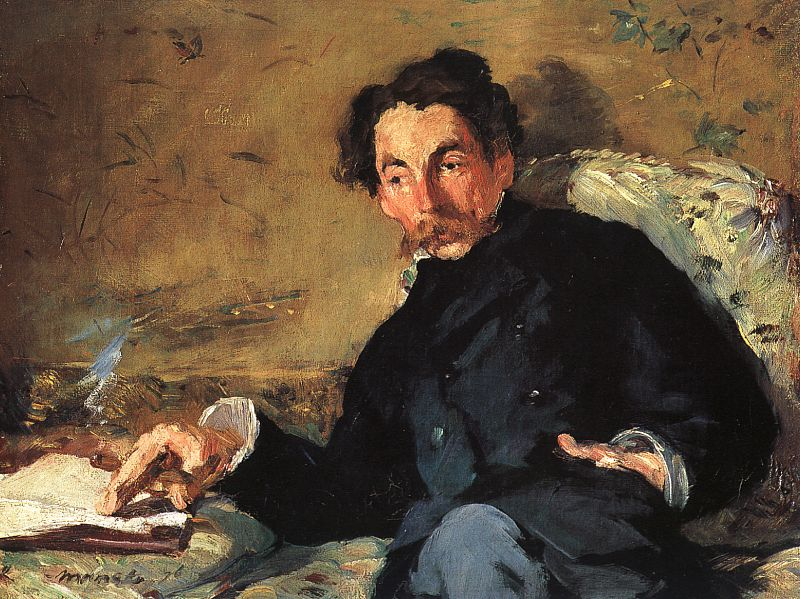
Édouard Manet, Ritratto di Stéphane Mallarmé (1876; Parigi, Musée d'Orsay).

Un perfetto esempio di questo gioco di suoni appare nel libro di Roger Pearson, Unfolding Mallarmé, nell'analisi del Sonnet en '-yx'. Il poema si apre con la frase «ses purs ongles» ("le sue unghie pure"), che letto ad alta voce suona molto simile alle parole «c’est pur son» ("è puro suono"). Questo uso dell'omofonia, assieme alle relazioni e agli strati di significati che vi risultano, è praticamente impossibile da cogliere e catturare attraverso una traduzione.
Per molti anni, le riunioni del martedì sera nel suo appartamento in rue de Rome furono considerate il cuore della vita intellettuale parigina, con W.B. Yeats, Rainer Maria Rilke, Paul Valéry, Stefan George, Paul Verlaine, Claude Debussy e molti altri tra gli ospiti, mentre il padrone di casa teneva corte come fosse un giudice, un burlone e un re allo stesso tempo. Egli frequentò inoltre Saint-Pol-Roux.
La poesia di Mallarmé è stata fonte d'ispirazione per molte opere musicali, tra cui il Prélude à l'après-midi d'un faune di Claude Debussy (1894), libera interpretazione del poema Il pomeriggio di un fauno (1876), che crea vigorose impressioni con l'uso di frasi sorprendenti ma isolate. Debussy mise in musica anche i Trois poèmes de Stéphane Mallarmé (1913). Altri compositori che si sono cimentati con le sue opere in musica sono stati Maurice Ravel, Darius Milhaud (Chansons bas de Stéphane Mallarmé, 1917), Pierre Boulez (Pli selon pli, 1957-62) e Francesco Trocchia (L'Azur, 2013). Da segnalare anche Max Gazzè con la canzone racchiusa nell'omonimo album uscito nell'anno 2000 dal titolo Elemosina che percorre in musica il testo originale. Questo non è l'unico omaggio che Gazzé fa a Mallarmé; per esempio nella canzone Su un ciliegio esterno Mallarmé viene espressamente nominato.

## Opere
(S. Mallarmé, L'Azur)
- Hérodiade, 1864-1896
- Traduzione in francese di Il corvo e altre poesie di Edgar Allan Poe, 1875
- Il pomeriggio di un fauno (L'après-midi d'un faune, 1876)
- Les Mots anglais, 1878
- Les Dieux antiques, 1879
- Prosa, 1880
- Poésies, 1887
- Pages, 1891
- La musique et les lettres, 1891
- Le Tombeau de Charles Baudelaire, 1895
- Divagations, 1897
- Tombeau (di Verlaine), 1897
- Un coup de dés jamais n'abolira le hasard, 1897 (ed. in rivista), 1914 (ed. in volume)
- Pour un tombeau d'Anatole, 1961 (incompleto) (Per una tomba di Anatole a cura di Jean-Pierre Richard, traduzione di Cosimo Ortesta, SE, Milano 1992)